# Feng Guozhang
Feng Guozhang, född 7 januari 1859 i Hejian, Hebei, död 12 december 1919 i Peking, var en kinesisk general, krigsherre och politiker, Republiken Kinas president 1917-18.
Feng gjorde sig under kejsartidens sista år känd som duglig militär och var därefter en bland Yuan Shikais mest anlitade medhjälpare i kampen mot de upproriska i södra Kina. Bland annat erövrade han Nanking 1913. Han ogillade emellertid Yuan Shikais planer på monarkisk styrelseforms återinförande och kallades därför av denne till Peking, nominellt för att bli generalstabschef, men faktiskt för att övervakas.
Feng stannade emellertid i Nanking under förevändning av att undertrycka en ny resning (1916), och hans bestämda råd till Yuan Shikai att avgå bidrog avsevärt att göra dennes ställning ohållbar.
Efter Yuan Shikais död samma år valdes Feng till vice-president, och då den nyvalde presidenten Li Yuanhong i juli 1917 störtades av en monarkistisk resning, utsågs Feng till tjänstförrättande president och valdes efter monarkistresningens kuvande till ordinarie president, varpå han augusti samma år utfärdade Kinas krigsförklaring mot Tyskland. Som president var Feng vacklande och svag, och i september 1918 avgick han från presidentposten.